# Alexander von Schlippenbach
 (février 2023).
Si vous disposez d'ouvrages ou d'articles de référence ou si vous connaissez des sites web de qualité traitant du thème abordé ici, merci de compléter l'article en donnant les références utiles à sa vérifiabilité et en les liant à la section « Notes et références ».

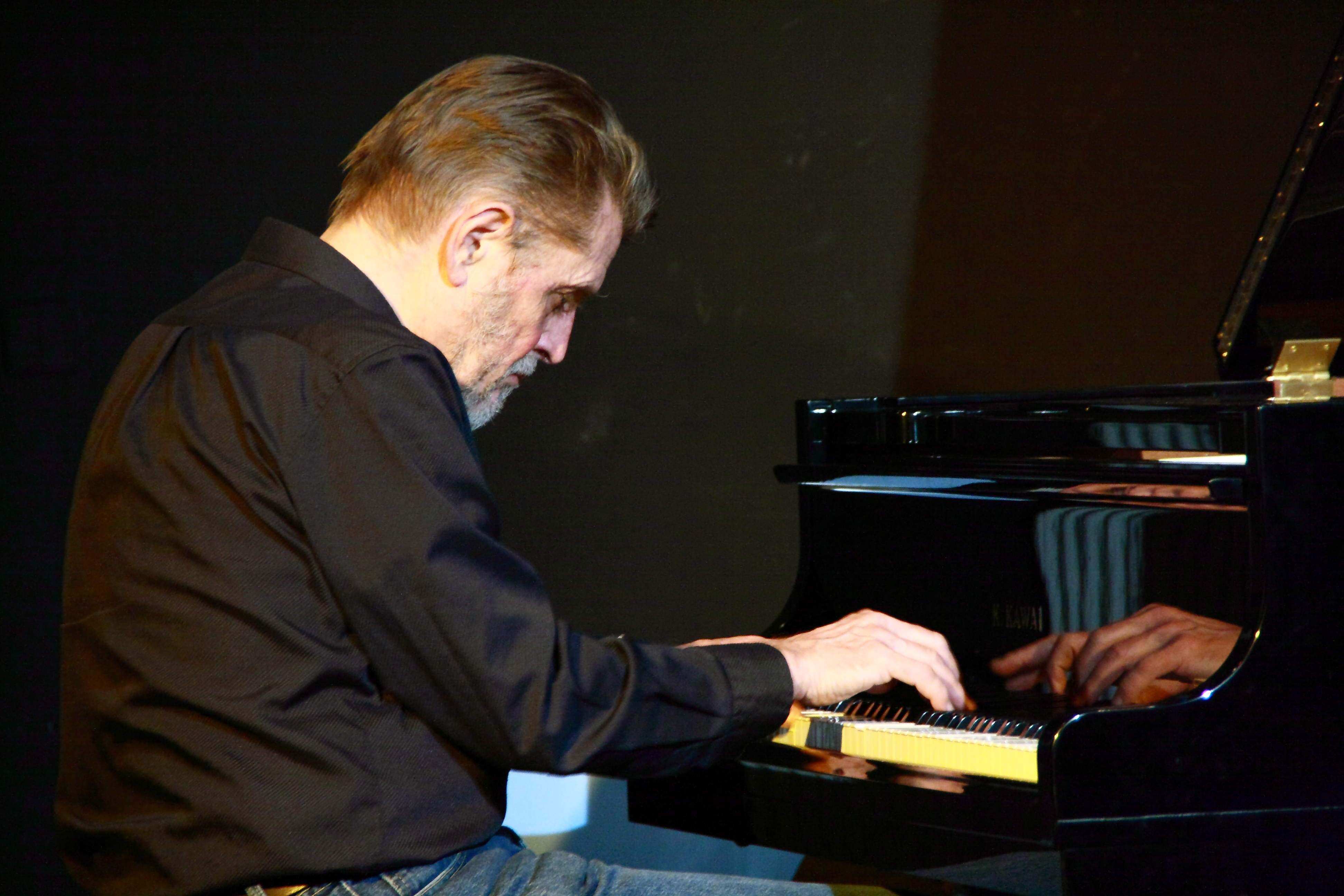
Alexander von Schlippenbach en 2010 au concert à l'occasion des 40 ans du Schlippenbach-Trio

Alexander von Schlippenbach est un pianiste allemand né à Berlin le 7 avril 1938 .

## Parcours
À l'âge de 8 ans il commence à jouer du piano et entre à la Staatliche Hochschule für Musik de Cologne.
En 1962, il joue avec Gunter Hampel et Manfred Schoof. Après ces deux expériences jazz et musiques improvisées, il intègre le trio de Peter Brötzmann en 1965. En 1966, il forme le Globe Unity Orchestra, un des big band d'improvisation libre parmi les plus connus[réf. nécessaire]. À cette époque, ce genre de musique est perçu comme un renouveau total, un souffle de liberté et pour les musiciens qui participent à ce mouvement, une nouvelle forme d'art et de performance[réf. nécessaire].
Il participe à la création du label Free Music Production. Ce label est considéré aujourd'hui comme un des précurseurs du free jazz européen et celui qui a lancé parmi les plus grands musiciens européens[réf. nécessaire].
En duo avec Sven-Åke Johansson, ils sortent des disques régulièrement depuis 1976, en général d'improvisation totale. Il forme un trio depuis plus de trente ans avec le saxophoniste Evan Parker et le batteur Paul Lovens.
En 1989, sort le premier disque de la Berlin Jazz Contemporary Orchestra, second projet de Big Band, réunissant les grands improvisateurs de la scène européenne. Contrairement au Globe Unity Orchestra, c'est un projet axé plus sur la composition et la façon d'intégrer l'improvisation avec la direction d'orchestre.
Un des derniers disques qu'il a sorti est un hommage à Thelonious Monk où il reprend tous les morceaux de l'artiste. C'est un triple disque sorti chez Intakt Records, s'appelant Monk's Casino.

## Discographie sélective
Alexander Von Schlippenbach Trio :
- 1972, Pakistani pomade, FMP 110
- 1972, For exemple, FMP R123
- 1974/75, Three nails left, FMP 0210 Quartet with Peter Kowald
- 1975, Hunting the snake, UMS/ALP213CD Quartet with Peter Kowald
- 1977, The hidden peak, FMP 0410 Quartet with Peter Kowald
- 1981 Detto fra di noi, Po Torch PTR/JWD 10&11
- 1981, Das hohe lied, Po Torch PTR/JWD 16&17 Quartet with Alan Silva
- 1982, Anticlockwise, FMP 1020 Quartet with Alan Silva
- 1990, Elf bagatellen, FMP CD 27
- 1991, Physics, FMP CD 50
- 1994, 50th birthday concert, Leo CD LR 212/213
- 1998, Complete combustion, FMP CD 106
- 1998, Swinging the BIM, FMP CD 114/15
- 1999, 2X3=5, Leo CD LR 305 Parker/Guy/Lytton + Schlippenbach Trio
- 2002, Compression: live at Total Music Meeting 2002, a/l/l 011
- 2003, america 2003, psi 04.06/7. Parker/Schlippenbach/Lytton

Globe Unity Orchestra :
- 1966, Globe Unity, Saba 15 109 ST Issued under Schlippenbach's name
- 1967/70, Globe Unity 67 & 70, Atavistic/Unheard Music Series
- 1973, Live in Wuppertal, FMP 0160
- 1974, Hamburg '74, FMP 0650/Atavistic Unheard Music Series UMS/ALP248CD
- 1974, Der alte mann bricht … sein schweigen, FMP S4 (single)
- 1975, Rumbling, FMP CD 40
- 1975, Bavarian calypso/Good bye, FMP S6 (single)
- 1975/1976, Jahrmarkt/Local fair, Po Torch PTR/JWD 2
- 1977, Improvisations, JAPO 60021
- 1977, Pearls, FMP 0380
- 1979, Compositions, JAPO 60027
- 1982, Intergalactic blow, JAPO 60039
- 1986, 20th anniversary, FMP CD45
- 2002, Globe Unity 2002, Intakt CD 086

Schlippenbach/Johansson :
- 1976, Schlippenbach & Johansson live at the Quartier Latin, FMP 0310
- 1977, Kung Bore, FMP0520
- 1979, Drive, FMP0810
- 1979, Idylle und katastrophen, Po Torch PTR/JWD (Sextet)
- 1982, Kalfactor A. Falke, FMP0970
- 1984, Night and day FMP S13 (Schlippenbach/Johansson/Carl/Oliver)
- 1984, Blind aber hungrig - norddeutsche gesänge, FMP S15
- 1986, … über Ursache und Wirkung der Meinungsverschiedenheiten beim Turmbau zu Babel, FMP S20/21 (Septet)
- 1992, Night and Day plays them all, Edition Artelier Graz 6CD set
- 1994, Smack up again, Two Nineteen Records 2-19-002

Berlin Contemporary Jazz Orchestra :
- 1989, Berlin Contemporary Jazz Orchestra, ECM 1409
- 1993, The morlocks, FMP CD 61
- 1996, Live in Japan '96, DIW-922

Autres groupes :
- 1966, Heartplants, Saba 15 026. The Gunter Hampel group
- 1966, Voices, CBS 62621. Manfred Schoof group
- 1966/67, The early quintet, FMP 0540. Manfred Schoof
- 1967, Manfred Schoof Sextett, WERGO WER 80003
- 1969, The living music, FMP 0100/UMS/ALP231CD
- 1969, European echoes, FMP 0010/UMS/ALP232CD. Manfred Schoof
- 1973, Radio Recordings Hessischer Rundfunk, ECM with Peter Kowald, Theo Jörgensmann
- 1980, Jelly roll, FMP SAJ-31. Seven pieces by Jelly Roll Morton
- 1981, Alarm, FMP 1030. Peter Brötzmann group
- 1982, Rondo brillante, FMP 1040. Piano duets with Martin Theurer
- 1984, stranger than love, Po Torch PTR/JWD 12. duet with Paul Lovens
- 1989, Smoke, FMP CD23. Duo with Sunny Murray
- 1990, Trend, Splasc(h) CD H 309.2 Mario Schiano
- 1993/1994, Piano duets: live in Berlin 93/94, FMP OWN-90002. Aki Takase
- 1995, Backgrounds for improvisors, FMP CD 75.Improvisors Pool
- 1997, Tangens, FMP CD 99. Duo with Sam Rivers
- 1997, Digger's harvest, FMP CD 103. Duo with Tony Oxley
- 1997, Legendary: the 27th of May 1997, Birth 045 Gunter Hampel Quintet
- 2002, Broomriding, psi 03.05. Schlippenbach/Mahall/Honsinger/Lovens
- 2003, Open speech, Forward.rec 03. Duo with Carlos Bechegas
- 2003, The Bishop's move, Victo cd 093. Evan Parker & Peter Brötzmann
- 2003/2004, Monk's casino: complete works of Thelonious Monk, Intakt CD 100
- 2004, Lok 03, Leo LR 427. Aki Takase/Alexander Von Schlippenbach/DJ Illvibe